# Polyommatus menalcas
Polyommatus menalcas is een vlinder uit de familie Lycaenidae. De wetenschappelijke naam is voor het eerst geldig gepubliceerd in 1837 door  Freyer.
De soort komt voor in Europa.